# 日赛拉库德尔
日赛拉库德尔（法語：Gisay-la-Coudre，法語發音：[ʒizɛ la kudʁ]）是法国厄尔省的一个市镇，位于该省西南部，属于贝尔奈区。2016年1月1日，日赛拉库德尔和相邻的另外15个市镇合并为新市镇乌什地区梅尼勒（法語：Mesnil-en-Ouche）。

## 地理
日赛拉库德尔（48°57'1"N, 0°37'34"E）面积16.27 平方千米，位于法国诺曼底大区厄尔省，该省份为法国北部内陆省份，北起滨海塞纳省，西接奧恩省和卡爾瓦多斯省，南至厄尔-卢瓦省，东临瓦兹省、瓦兹河谷省和伊夫林省。
与日赛拉库德尔接壤的市镇（或旧市镇、城区）包括：乌什地区拉巴尔、埃皮奈、拉艾圣西尔韦斯特、拉鲁西耶尔。

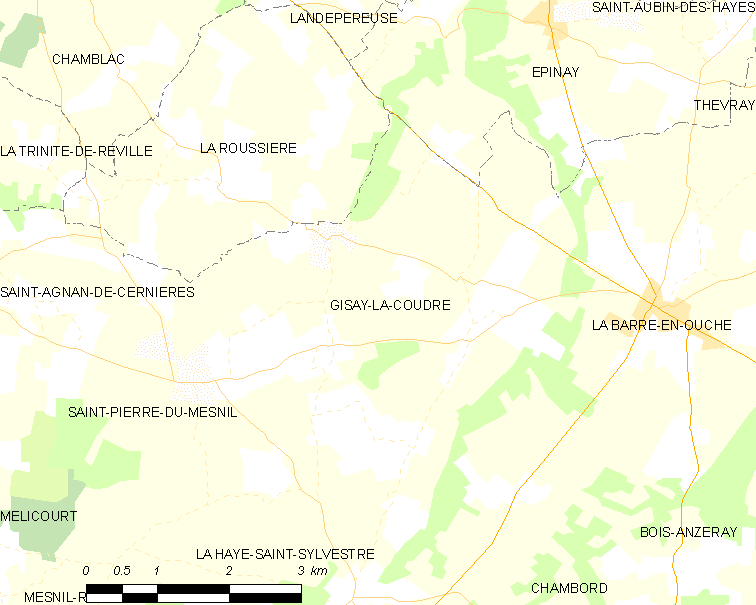
日赛拉库德尔的OSM定位图

日赛拉库德尔的时区为UTC+01:00、UTC+02:00（夏令时）。

## 行政
日赛拉库德尔的邮政编码为，INSEE市镇编码为27283。

## 政治
日赛拉库德尔所属的省级选区为贝尔奈县。

## 人口

1962-2008年间日赛拉库德尔人口变化图示

日赛拉库德尔于2018年1月1日时的人口数量为248人。